# Belcar (automerk)
Belcar was een Nederlands automerk dat slechts kortstondig bestand.
De Belcar was een driewielige autoscooter, oorspronkelijk uit Zwitserland. De Nederlandse importeur besloot, nadat er geen leveringen plaatsvonden, zelf de auto te maken. Desondanks bleek de auto onverkoopbaar. Men probeerde het nogmaals, met de sportwagen Citeria.
Akkermans · 
Altena · 
Anderheggen · 
Antilope · 
Arnhemsche Machinefabriek  · 
Ataf-Porata · 
Autolette · 
Bambino · 
Belcar · 
Bermuda Buggy · 
BGF · 
Boro · 
Bij 't Vuur · 
Carver · 
Citeria · 
CoTuRa · 
DAF · 
Entrop · 
EWB · 
Eysink · 
Gatso · 
Gazelle ·
Gelria ·
Groninger Motorrijtuigen Fabriek · 
Gruno · 
H.A.M. · Havas · 
Hinde ·
Konings · 
Max · 
Neerlandia · 
Netam ·
Omnia · 
Rizovari · 
Ruiter ·
Ruska · 
Simplex ·
Spyker ·
Story ·
V.L.A.M.